# İsmail Ege Şaşmaz
İsmail Ege Şaşmaz (Magnesia, 25 novembre 1993) è un attore turco, noto per aver interpretato il ruolo di Kaan Karadağ nella serie Love Is in the Air (Sen Çal Kapımı).

## Biografia
İsmail Ege Şaşmaz è nato il 25 novembre 1993 a Magnesia (Turchia), fin da piccolo ha mostrato un'inclinazione per la recitazione.

## Carriera
İsmail Ege Şaşmaz ha avuto la sua prima esperienza di recitazione con lo spettacolo chiamato Emergency Service al Manisa Municipality High School Theatre Competition. Si è diplomato presso la liceo professionale anatolico e industriale Polinas.
Nel 2013 e nel 2014 ha interpretato il ruolo di Barış nella serie Güneşi Beklerken. Nel 2015 ha recitato nelle serie Günebakan (nel ruolo di Rüzgar) e in Serçe Sarayı (nel ruolo di Tolga). Nel 2016 ha interpretato il personaggio di Serdar nella serie Aşk Yalanı Sever, trasmessa su Fox. Nello stesso anno ha interpretato il ruolo di İbrahim nella serie Aşk Laftan Anlamaz. Nel 2017 ha interpretato il ruolo di Fırat Soyer nella serie Lise Devriyesi . Nel 2018 e nel 2019 ha interpretato il ruolo di Mehmet nella serie Mehmetçik Kut'ül Amare. Nel 2020 ha interpretato il ruolo di Kaan Karadağ nella serie Love Is in the Air (Sen Çal Kapımı). Nel 2020 e nel 2021 ha interpretato il ruolo di Faysal nella serie Uyanış: Büyük Selçuklu. Nel 2021 ha ricoperto il ruolo di Eyüp nella miniserie Bunu Bi' Düsünün e quello di Kemal nella serie Sakli. Nel 2021 e nel 2022 è entrato a far parte del cast della serie Elkızı, nel ruolo di Harun Karasu. Nel 2022 ha interpretato il ruolo di Baris Akarsu nel film Baris Akarsu Merhaba diretto da Mert Dikmen. Nel 2022 ha ricoperto il ruolo di Baris Akarsu nella serie Baris Akarsu Merhaba. L'anno successivo, nel 2023, ha interpretato il ruolo di Ozan nel film Cenazemize Hos Geldiniz diretto da Neslihan Yesilyurt.

## Filmografia

### Cinema
- Baris Akarsu Merhaba, regia di Mert Dikmen (2022)
- Cenazemize Hos Geldiniz, regia di Neslihan Yesilyurt (2023)

### Televisione
- Güneşi Beklerken – serie TV, 54 episodi (2013-2014)
- Günebakan – serie TV, 5 episodi (2015)
- Serçe Sarayı – serie TV (2015)
- Aşk Yalanı Sever – serie TV, 7 episodi (2016)
- Aşk Laftan Anlamaz – serie TV, 8 episodi (2016)
- Lise Devriyesi – serie TV, 11 episodi (2017)
- Mehmetçik Kut'ül Amare – serie TV, 33 episodi (2018-2019)
- Love Is in the Air (Sen Çal Kapımı) – serie TV, 10 episodi (2020)
- Uyanış: Büyük Selçuklu – serie TV, 20 episodi (2020-2021)
- Bunu Bi' Düsünün – miniserie TV, 1 episodio (2021)
- Sakli – serie TV, 10 episodi (2021)
- Elkızı – serie TV, 13 episodi (2021-2022)
- Baris Akarsu Merhaba – serie TV (2022)

## Doppiatori italiani
Nelle versioni in italiano dei suoi film e delle sue serie TV, İsmail Ege Şaşmaz è stato doppiato da:
- Andrea Carpiceci[25] in Love Is in the Air[26]